# Altezza dell'unità di trasferimento
In ingegneria chimica, l'altezza dell'unità di trasferimento (indicata anche come HTU, dall'inglese Height of Transfer Unit), è un parametro impiegato nella progettazione e nel dimensionamento di apparecchiature chimiche, come colonne di assorbimento/stripping e di distillazione. In particolare è utilizzato nel calcolo dell'altezza di un riempimento a letto fisso necessaria per il trasferimento di materia. È definita come l'altezza di apparecchiatura (riempimento) necessaria affinché gli scambi di materia al suo interno comportino che le correnti in uscita si trovino all'equilibrio di fase. L'unità di misura è dunque quella di una lunghezza (metri nel SI).

## Derivazione

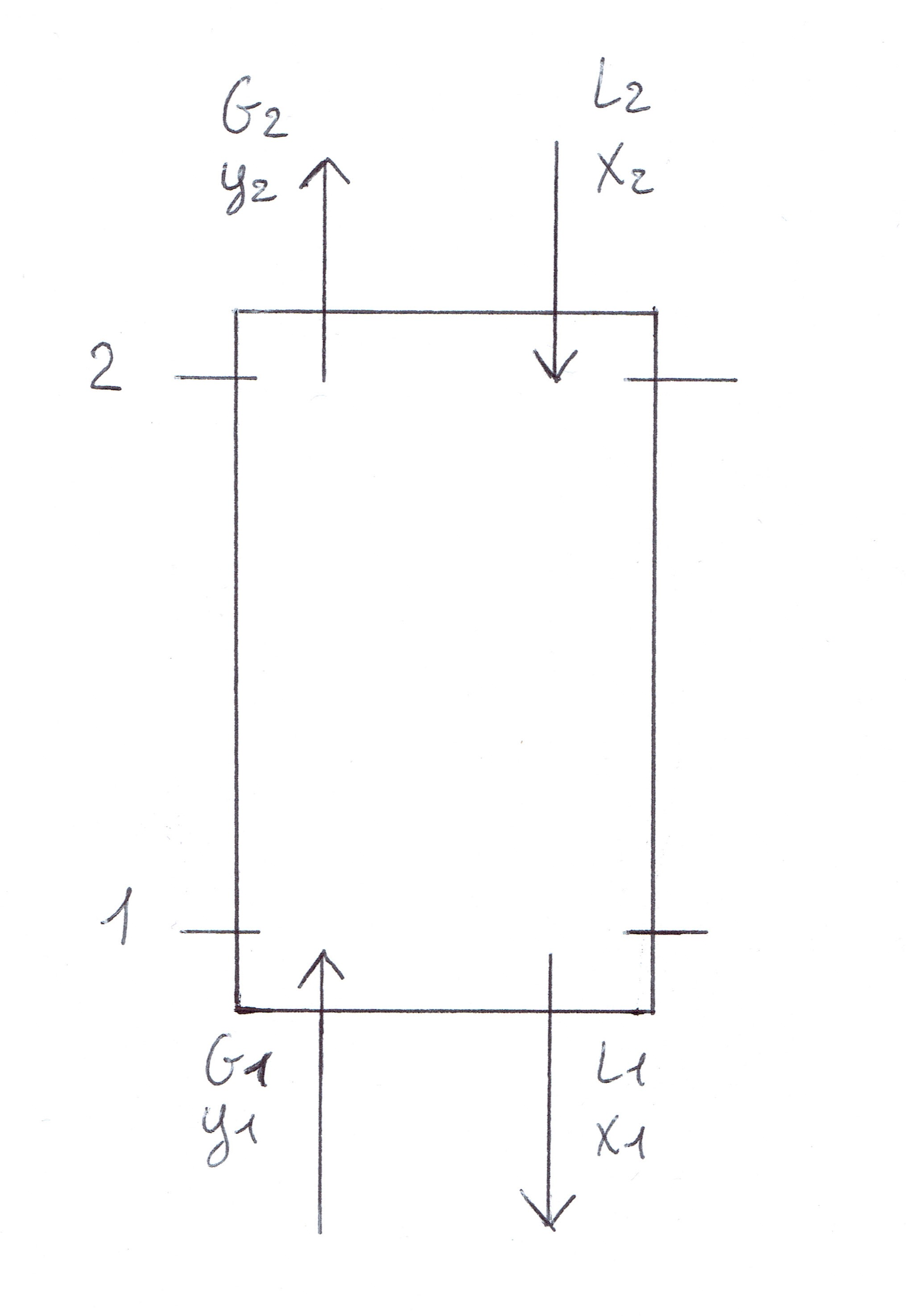
Schema semplificato di una colonna di assorbimento/stripping

Da un bilancio di materia sul componente A in una colonna di assorbimento, in caso di gas diluito {\displaystyle (y<0.1)}, si ricava:
{\displaystyle Gdy=-N_{A}A_{s}dz=-K_{OG}(y_{e}-y)aA_{C}dz} , in cui:
{\displaystyle G} è la portata molare di gas {\displaystyle [kmol/h]}, {\displaystyle A_{C}} è la sezione della colonna {\displaystyle [m^{2}]}, {\displaystyle a} è l'area specifica del riempimento utilizzato per unità di volume {\displaystyle [m^{2}/m^{3}]}, {\displaystyle K_{OG}} è il coefficiente globale di scambio riferito alla fase gas {\displaystyle [kmol/m^{2}s]}, {\displaystyle y} e {\displaystyle y_{e}} sono rispettivamente le frazioni molari in fase gas nel bulk e all'interfaccia con la fase liquida. Dal bilancio riportato, segue:
{\displaystyle Z=\int \limits _{1}^{2}dz=\int _{2}^{1}{G/A_{c} \over K_{OG}a}{dy \over y_{e}-y}}
Considerando che le portata di gas rimane circa costante in colonna, e un coefficiente di scambio medio, si ottiene:
{\displaystyle Z={G/A_{c} \over K_{OG}a}\int _{2}^{1}{dy \over y_{e}-y}=HTU_{OG}NUT_{OG}}
dove {\displaystyle HTU_{OG}={G/A_{c} \over K_{OG}a}} è l'altezza di unità di trasferimento, mentre {\displaystyle NUT_{OG}=\int _{2}^{1}{dy \over y_{e}-y}} è il numero di unità di trasferimento.

## Espressioni alternative
È possibile ricavare l'HTU anche in altre condizioni. In particolare, è possibile scrivere il flusso di materia fra la fase gas e liquida riferendolo alle condizioni locali, sia in fase gas che in fase liquida:
{\displaystyle N_{A}=K_{OG}(y_{e}-y)=K_{g}(y_{i}-y)=K_{L}(x-x_{i})=K_{OL}(x-x_{e})}, da cui si ottengono le corrispondenti altezze dell'unità di trasferimento:
{\displaystyle HTU_{OG}={G/A_{c} \over K_{OG}a}} , {\displaystyle HTU_{G}={G/A_{c} \over K_{G}a}} , {\displaystyle HTU_{L}={L/A_{c} \over K_{L}a}} , {\displaystyle HTU_{OL}={L/A_{c} \over K_{OL}a}}.